# Archon apollinus
Archon apollinus är en fjärilsart som först beskrevs av Herbst 1798.  Archon apollinus ingår i släktet Archon och familjen riddarfjärilar. IUCN kategoriserar arten globalt som nära hotad. Inga underarter finns listade i Catalogue of Life.

## Bildgalleri

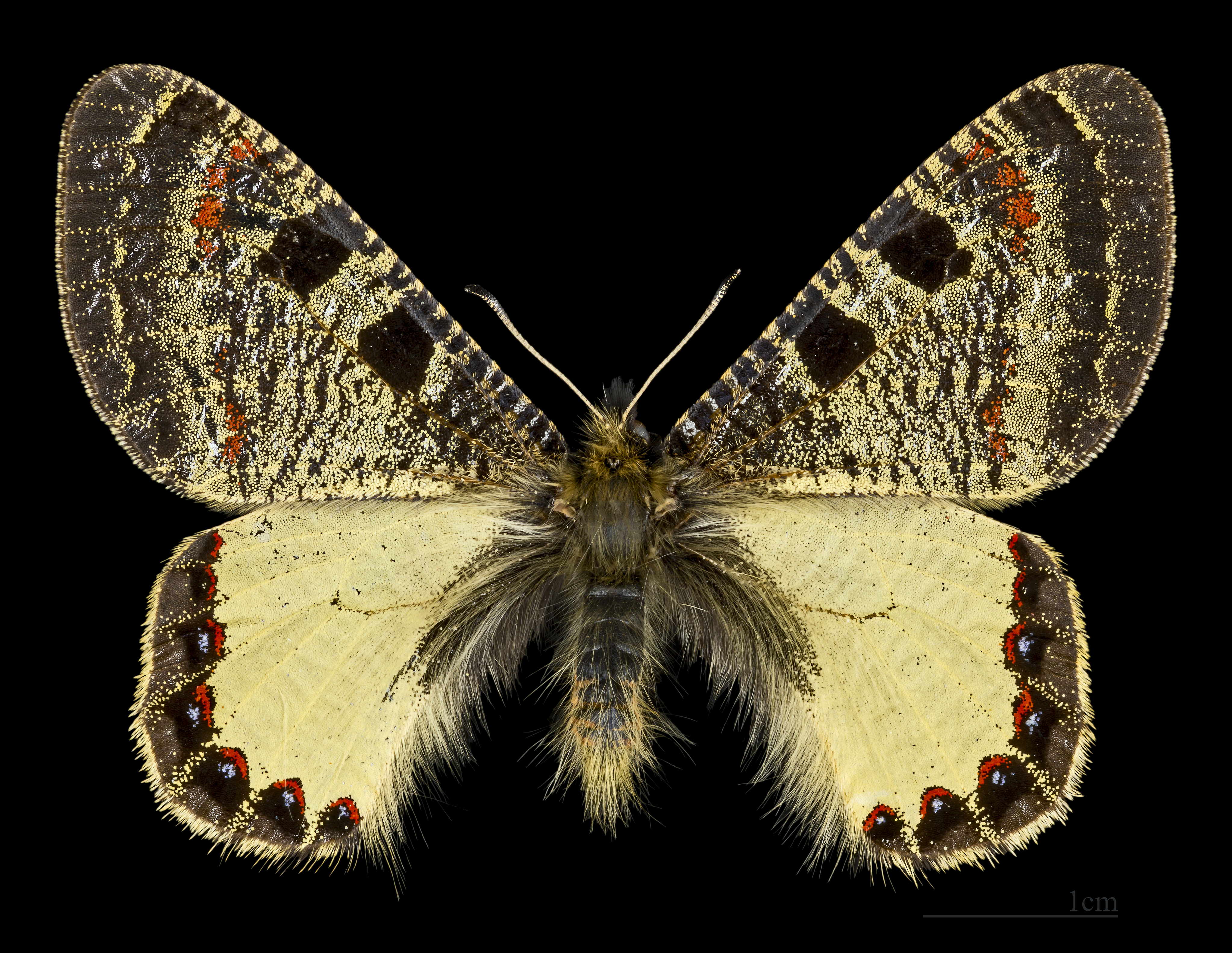
♂
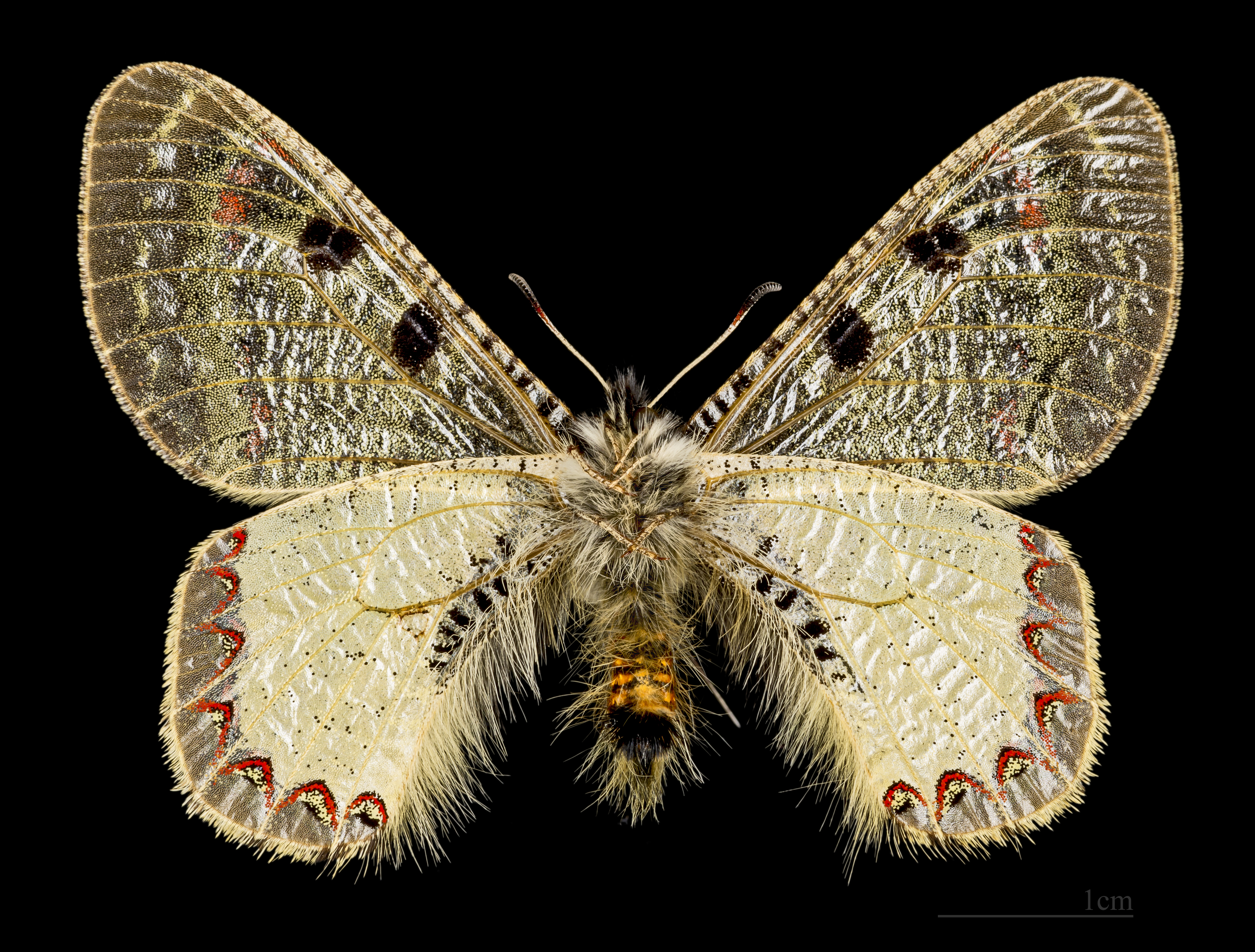
♂ △
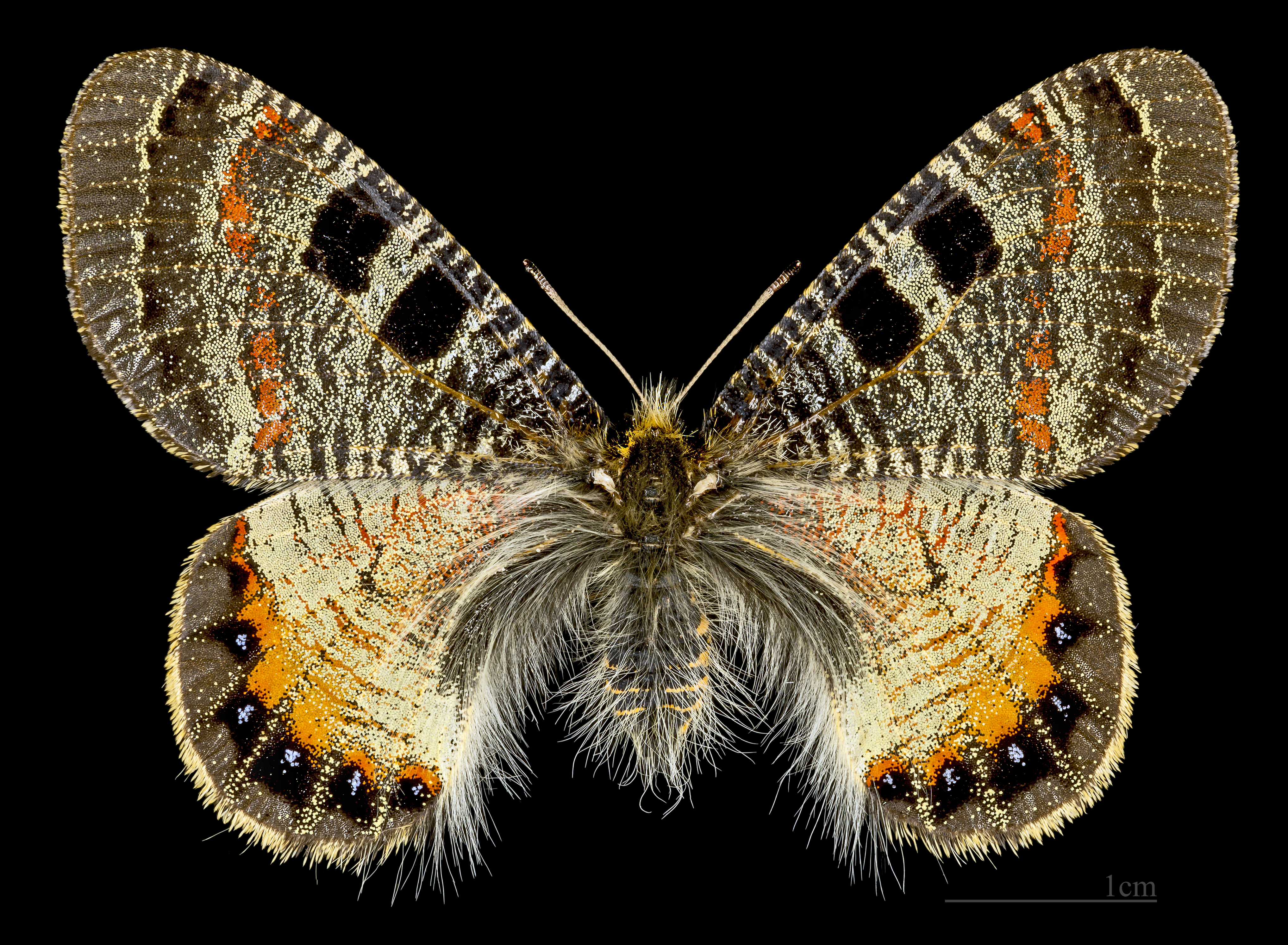
♀
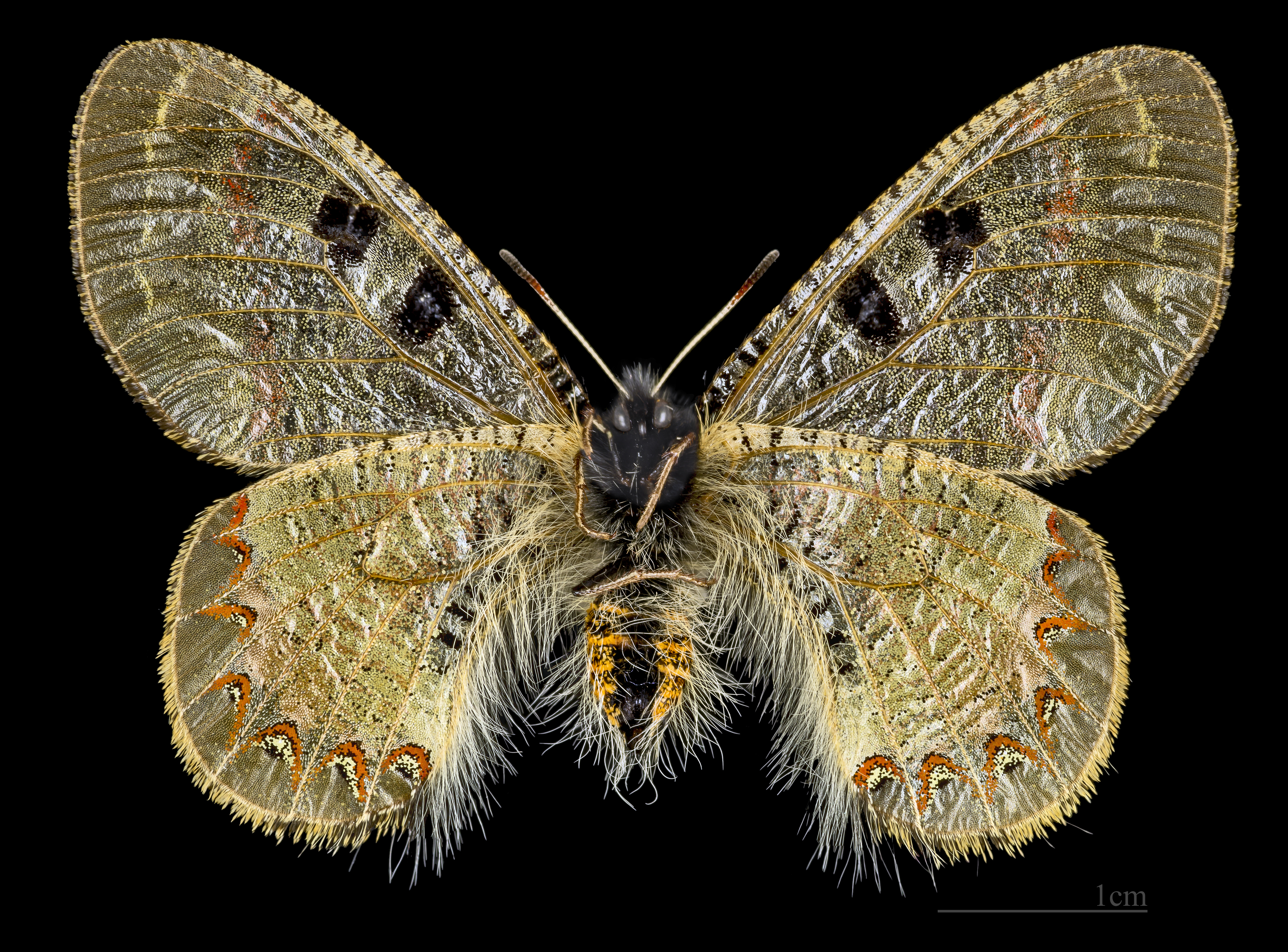
♀ △

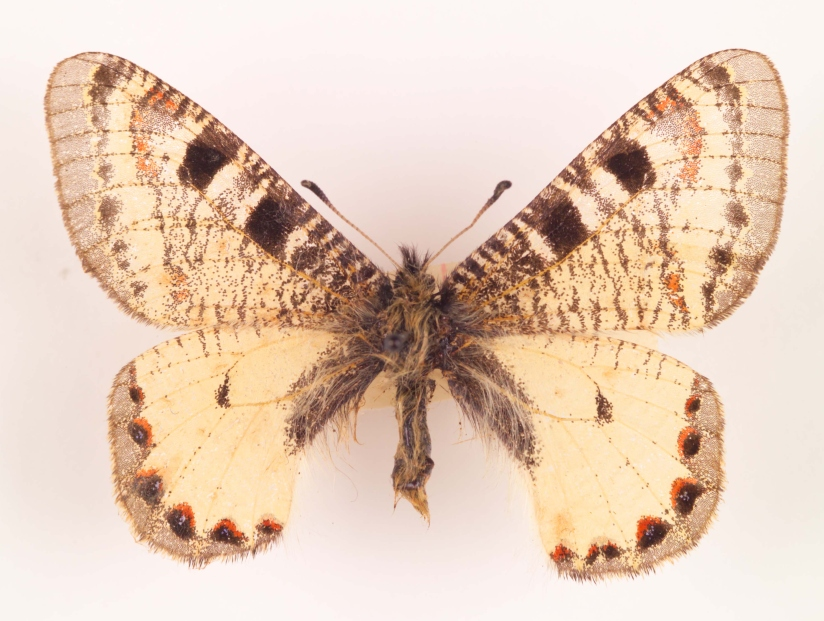
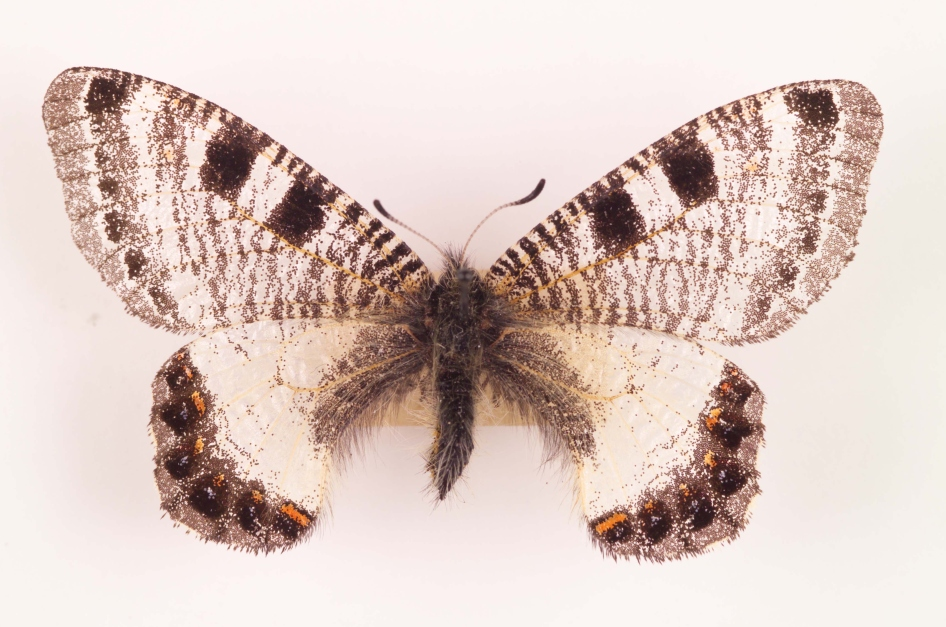
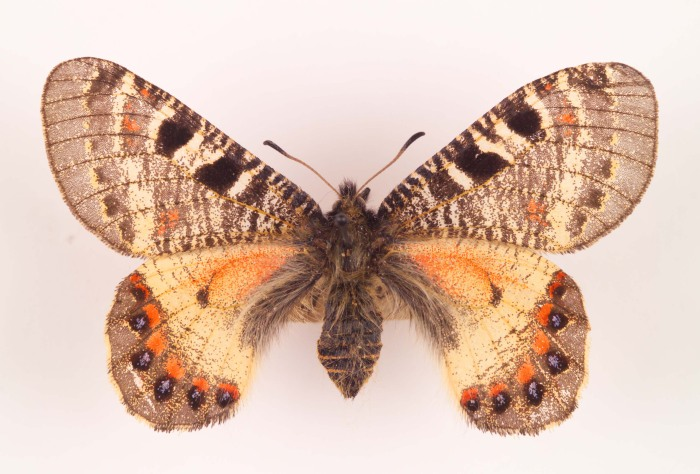
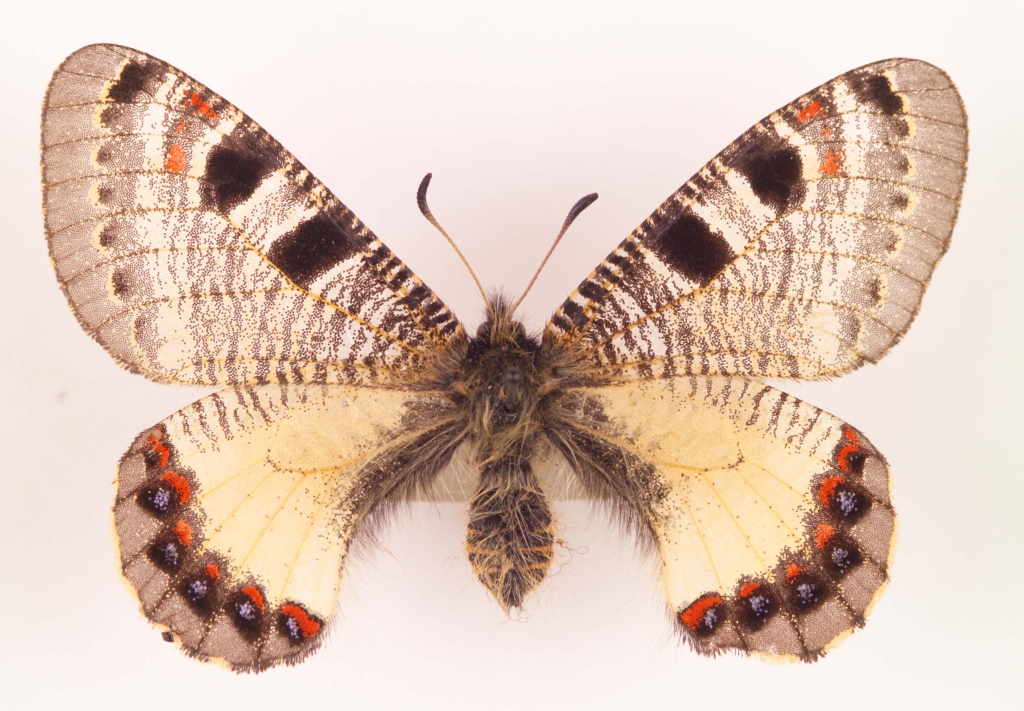
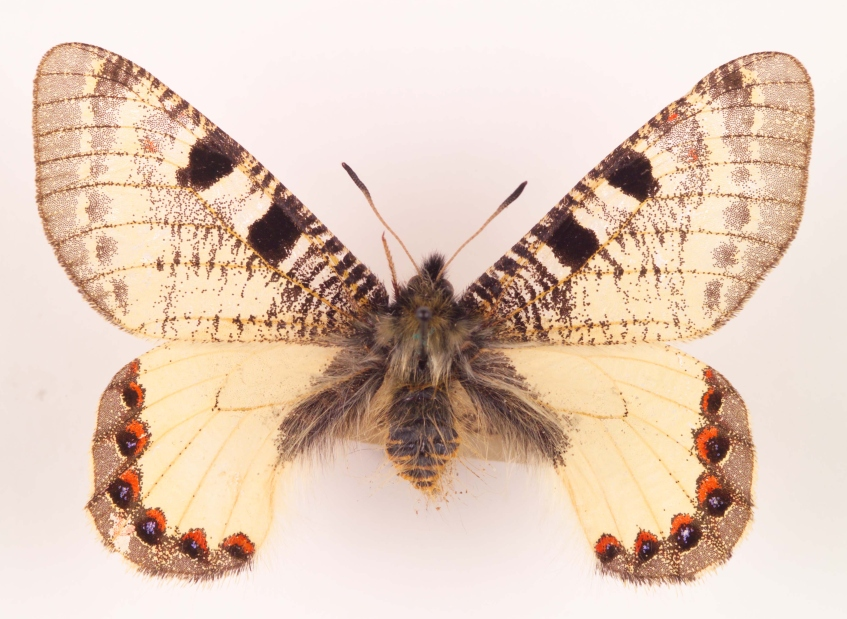
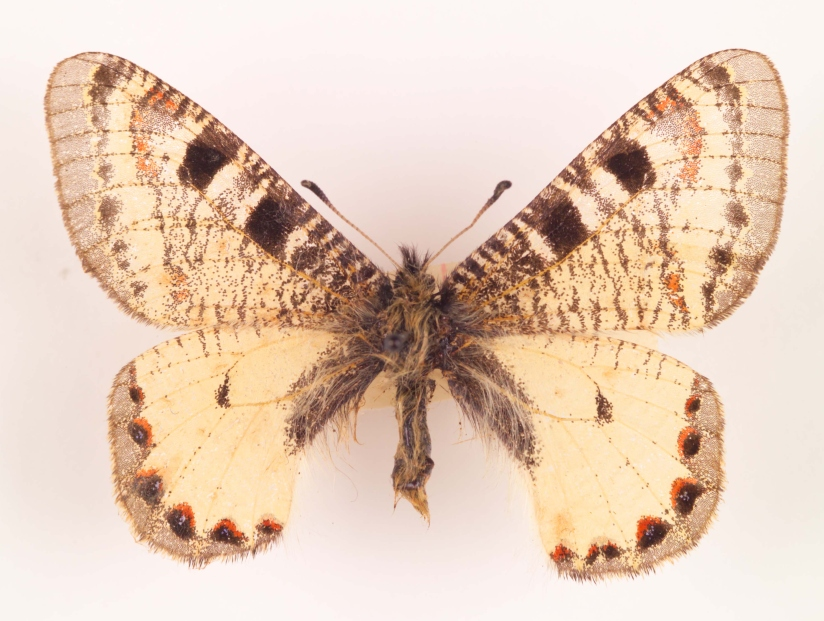